# Griffin & Howe
A Griffin & Howe, Inc. é uma fabricante Norte americana de armas de fogo, com sede em Andover, Nova Jérsei. Fundada em 1923 por Seymour Griffin, um marceneiro da cidade de Nova York, e James V. Howe, chefe da oficina mecânica do Frankford Arsenal, na Pensilvânia.

## Histórico
Griffin foi empregado como carpinteiro e marceneiro interno no Hotel Bretton Hall em Manhattan no número 2346 da Broadway. Em 1910, Griffin, depois de ler sobre o safári africano de Theodore Roosevelt e o uso de um .30-06 Springfield adaptado para esportes, decidiu transformar seu próprio rifle Springfield em um modelo esportivo. Ele comprou uma prancha de madeira de nogueira francesa bruta da Von Lengerke & Detmold. Em seu tempo livre na marcenaria do Hotel Bretton Hall, Griffin continuou a produzir rifles Springfield com coronhas customizadas.
O Coronel Townsend Whelen, que na época comandava o Frankford Arsenal na Filadélfia, Pensilvânia, desempenhou um grande papel no início da empresa. Em abril de 1923, o coronel Whelen contou a Griffin sobre os talentos do chefe da oficina mecânica do arsenal, James Virgil Howe, e sugeriu que combinassem suas habilidades para produzir rifles personalizados. Também ajudando e fornecendo o capital inicial necessário estavam James M. Holsworth' e James L. Gerry. Em 1º de junho de 1923, a Griffin & Howe abriu suas portas e construia seus rifles em um loft em Nova York.
Em 1927, a Sidemount uma montagem para mira telescópica da Griffin & Howe foi lançada. Esta montagem permitiu que uma mira montada sobre ela fosse removida e substituída sem que o "zero" da mira fosse afetado.
A Griffin & Howe foi comprada pela Abercrombie & Fitch em 1930. A Griffin & Howe se tornou o principal "show room" e revenda de armas de fogo pelos próximos 45 anos. Da década de 1930 à década de 1960, a G&H forneceu rifles esportivos a clientes como: Ernest Hemingway, Clark Gable, Bing Crosby, Dwight D. Eisenhower e Robert C. Ruark.
Em 1935, a Griffin & Howe abriu a primeira escola de tiro nos EUA, onde hoje é o Orvis Shooting Grounds em Sandanona, Millbrook Village, Nova York.
Durante a Segunda Guerra Mundial, a G&H' foi forçada a interromper seu negócio de rifles e passou a fabricar os gatilhos para armas antiaéreas dos EUA, junto com mais de 50 peças diferentes para a indústria aeronáutica americana. Além disso, a montagem lateral da G&H tornou-se a montagem padrão para o rifle M1 Garand e, no final da guerra, 23.000 foram entregues ao Springfield Armory.
Em 1976, a G&H foi vendida pela Abercrombie & Fitch para um funcionário de longa data, Bill Ward. A empresa mudou sua sede para Bernardsville, Nova Jérsei em 1987, com a administração atual assumindo em 1989. A empresa abriu duas novas lojas: uma em Greenwich, Connecticut em 1999 e outra em 2003 em sua Escola de Tiro no Hudson Farm Club em Andover, Nova Jérsei.
Em 2011, a Griffin & Howe mudou suas operações de armeiros para uma instalação recém-reformada de 560 m2 (6.000 pés quadrados) ao lado da Escola de Tiro no Hudson Farm Club. Em 2015, a empresa trouxe todas as suas operações para a escola de tiro em Andover, NJ.